# Ильясова, Эрсан
Эрсан Ильясова (тур. Ersan İlyasova; родился 15 мая 1987 года, Эскишехир, Турция) — турецкий профессиональный баскетболист крымскотатарского происхождения. Играет на позиции тяжёлого форварда. Был выбран на драфте НБА 2005 года во втором раунде под общим 36-м номером клубом «Детройт Пистонс». Всего за карьеру успел поиграть за 6 разных клубов НБА. Игрок национальной сборной Турции.

## Клубная карьера
Ильясова начал карьеру профессионального баскетболиста в 15 лет. После сезона 2003/2004, проведённого в составе клуба второго дивизиона «Йесилюрт», он попал в основной состав Улкерспора, с которым дебютировал в высшей лиге Турции, выиграл Кубок Турции и участвовал в розыгрыше Евролиги. Проведя лишь один сезон в высшем дивизионе чемпионата Турции, Ильясова выставил свою кандидатуру на драфт НБА. В 2005 году на драфте 18-летний Эрсан был выбран под общим 36-м номером клубом «Милуоки Бакс». Поскольку ему недоставало опыта, руководство клуба отправило его в команду Д-Лиги «Талса Сиксти Сиксерс». В Лиге развития турок провёл 46 игр, в среднем за игру набирая 12,5 очков и делая 7 подборов.
Сезон 2006/2007 Ильясова провёл в составе «Бакс», в основном выходил со скамейки запасных, всего проведя 66 игр (14 в стартовой пятёрке), в которых в среднем набирал 6,1 очков и делал 3 подбора. После первого сезона в НБА Ильясова принял решение вернуться в Европу, чтобы больше времени проводить на площадке и прогрессировать как игрок. 16 июня 2007 года он подписал контракт на два года с испанской «Барселоной». В Испании Эрсан провёл два сезона, помог своему клубу стать чемпионом страны и дойти до полуфинала Евролиги в 2009 году.
В июле 2009 года Ильясова вернулся в НБА и подписал с «Милуоки Бакс» новый контракт на три года, по которому он получит 7 млн долларов.
11 июня 2015 года «Милуоки» обменял Ильясову в «Детройт Пистонс» на Кэрона Батлера и Шоуни Уильямса.
16 января 2016 года «Детройт» обменял Ильясову и Брендона Дженнингса в «Орландо Мэджик» на Тобиаса Харриса. Через три дня он дебютировал за «Мэджик» в выигранном матче против «Даллас Маверикс», набрав 16 очков, сделав 5 подборов, 2 ассиста и 1 перехват за 23 минуты игрового времени.
23 июня 2016 года Ильясова вместе с Виктором Оладипо и драфт-правами на Домантиса Сабониса был обменян в «Оклахому-Сити Тандер», взамен «Орландо Мэджик» получили Сержа Ибаку.
В «Тандер» успел провести всего три матча на старте сезоне 2016/17. 1 ноября 2016 года был обменян «Филадельфию» вместе с возможным выбором в первом раунде драфта на Джерами Гранта. Дебютировал за «Сиксерс» на следующий день, набрав 14 очков в игре против «Шарлотт Хорнетс». 6 декабря 2016 года набрал 23 очка и сделал 17 подборов в матче против «Мемфиса». 29 января 2017 года набрал рекордное в сезоне 31 очко в игре против «Чикаго Буллз» (108—121).

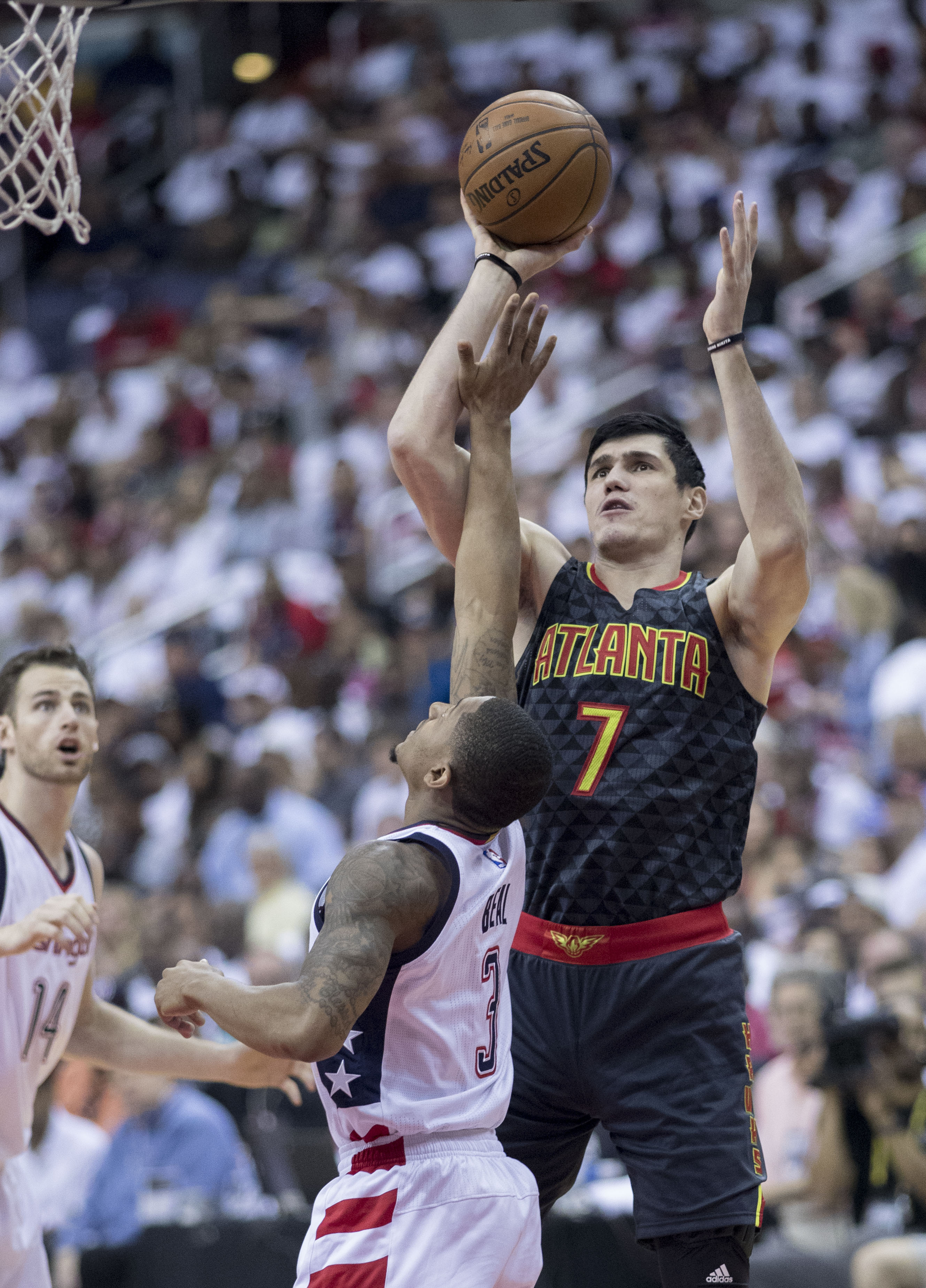
Ильясова в составе «Атланты» в 2017 году

22 февраля 2017 года, сыграв за «Филадельфию» 53 матча, был обменян в «Атланту Хокс» на Тиаго Сплиттера и некоторые выборы на драфте. 21 июля 2017 года подписал новый контракт с «Хокс». В сезоне 2017/18 провёл 46 матчей за «Атланту» (10,9 очка и 5,5 подбора за 25,5 минут), после чего 26 февраля 2018 года «Атланта» разорвала контракт с Эрсаном.
28 февраля 2018 года подписал контракт с «Филадельфией», сыграв в 23 матчах на финише регулярного сезона и в 10 матчах плей-офф.
16 июля 2018 года в третий раз вернулся в «Милуоки Бакс».
19 ноября 2020 года Ильясова был отчислен из «Милуоки Бакс».
11 марта 2021 года Ильясова подписал контракт с «Ютой Джаз» до конца сезона. 17 апреля Ильясова набрал рекордные для себя 20 очков за сезон, реализовав 7 из 11 бросков с игры и 6 из 8 с трехочковой линии, а также пять подборов, четыре перехвата и два блока за 31 минуту в овертайме в матче с «Лос-Анджелес Лейкерс» (115-127).
22 декабря 2021 года Ильясова подписал 10-дневный контракт с «Чикаго Буллз». 28 декабря Ильясова был включен в протокол здоровья и безопасности НБА и не играл за команду до истечения срока контракта.

## Национальная сборная
Ильясова выступал за молодёжные сборные Турции среди юношей до 16, 18 и 20 лет. В 2006 году он был признан самым ценным игроком молодёжного (до 20 лет) чемпионата Европы, проходившего в турецком Измире, на котором его сборная выиграла серебряные медали. В составе национальной сборной Ильясова играл на чемпионатах мира 2006 (6-е место), 2010 (серебро) годов, чемпионатах Европы 2007 (11-е место), 2009 (8-е место) годов.

## Личная жизнь
Хотя официально спортсмен родился в турецком городе Эскишехире в 1987 году, Федерация баскетбола Узбекистана утверждает, что Арсен Ильясов (а именно так звучат его настоящие имя и фамилия) тремя годами раньше родился в Бухаре, Узбекистан, где и проявился его баскетбольный талант. В августе 2002 года молодой игрок приехал в Турцию с юношеской командой, после чего исчез из её расположения. Примечательно, что Ерсан Ильясова поддерживает связь со своими настоящими родителями — Анваром и Ираклией Ильясовыми, проживающими под Симферополем, которые репатриировались в Крым, как и большинство крымских татар.

## Достижения
- Чемпион Испании: 2008/2009
- Обладатель Кубка Турции: 2004/2005
- Обладатель Суперкубка Испании: 2009

## Статистика

### Статистика в НБА
| Сезон                                                                                    | Команда       | Регулярный сезон | Регулярный сезон | Регулярный сезон | Регулярный сезон | Регулярный сезон | Регулярный сезон | Регулярный сезон | Регулярный сезон | Регулярный сезон | Регулярный сезон | Регулярный сезон | Серия плей-офф | Серия плей-офф | Серия плей-офф | Серия плей-офф | Серия плей-офф | Серия плей-офф | Серия плей-офф | Серия плей-офф | Серия плей-офф | Серия плей-офф | Серия плей-офф |
| Сезон                                                                                    | Команда       | GP               | GS               | MPG              | FG%              | 3P%              | FT%              | RPG              | APG              | SPG              | BPG              | PPG              | GP             | GS             | MPG            | FG%            | 3P%            | FT%            | RPG            | APG            | SPG            | BPG            | PPG            |
| ---------------------------------------------------------------------------------------- | ------------- | ---------------- | ---------------- | ---------------- | ---------------- | ---------------- | ---------------- | ---------------- | ---------------- | ---------------- | ---------------- | ---------------- | -------------- | -------------- | -------------- | -------------- | -------------- | -------------- | -------------- | -------------- | -------------- | -------------- | -------------- |
| 2006/07                                                                                  | Милуоки       | 66               | 14               | 14,7             | 38,3             | 36,5             | 78,7             | 2,9              | 0,7              | 0,4              | 0,3              | 6,1              | Не участвовал  | Не участвовал  | Не участвовал  | Не участвовал  | Не участвовал  | Не участвовал  | Не участвовал  | Не участвовал  | Не участвовал  | Не участвовал  | Не участвовал  |
| 2009/10                                                                                  | Милуоки       | 81               | 31               | 23,4             | 44,3             | 33,6             | 71,5             | 6,4              | 1,0              | 0,7              | 0,3              | 10,4             | 7              | 0              | 22,4           | 48,0           | 35,7           | 83,3           | 7,6            | 0,4            | 0,7            | 0,1            | 9,7            |
| 2010/11                                                                                  | Милуоки       | 60               | 34               | 25,1             | 43,6             | 29,8             | 89,4             | 6,1              | 0,9              | 0,9              | 0,4              | 9,5              | Не участвовал  | Не участвовал  | Не участвовал  | Не участвовал  | Не участвовал  | Не участвовал  | Не участвовал  | Не участвовал  | Не участвовал  | Не участвовал  | Не участвовал  |
| 2011/12                                                                                  | Милуоки       | 60               | 41               | 27,6             | 49,2             | 45,5             | 78,1             | 8,8              | 1,2              | 0,7              | 0,7              | 13,0             | Не участвовал  | Не участвовал  | Не участвовал  | Не участвовал  | Не участвовал  | Не участвовал  | Не участвовал  | Не участвовал  | Не участвовал  | Не участвовал  | Не участвовал  |
| 2012/13                                                                                  | Милуоки       | 73               | 54               | 27,6             | 46,2             | 44,4             | 79,6             | 7,1              | 1,6              | 0,9              | 0,5              | 13,2             | 4              | 4              | 29,3           | 43,5           | 40,0           | 100,0          | 7,3            | 1,8            | 1,3            | 0,3            | 11,5           |
| 2013/14                                                                                  | Милуоки       | 55               | 47               | 26,9             | 40,9             | 28,2             | 82,3             | 6,2              | 1,3              | 0,8              | 0,1              | 11,2             | Не участвовал  | Не участвовал  | Не участвовал  | Не участвовал  | Не участвовал  | Не участвовал  | Не участвовал  | Не участвовал  | Не участвовал  | Не участвовал  | Не участвовал  |
| 2014/15                                                                                  | Милуоки       | 58               | 36               | 22,7             | 47,2             | 38,9             | 64,5             | 4,8              | 1,0              | 0,6              | 0,3              | 11,5             | 6              | 6              | 23,7           | 32,8           | 21,7           | 70,0           | 3,8            | 0,5            | 0,8            | 0,5            | 8,7            |
| 2015/16                                                                                  | Детройт       | 52               | 52               | 27,6             | 42,5             | 36,3             | 72,5             | 5,4              | 1,1              | 0,7              | 0,5              | 11,3             | Не участвовал  | Не участвовал  | Не участвовал  | Не участвовал  | Не участвовал  | Не участвовал  | Не участвовал  | Не участвовал  | Не участвовал  | Не участвовал  | Не участвовал  |
| 2015/16                                                                                  | Орландо       | 22               | 4                | 20,3             | 41,8             | 40,9             | 71,1             | 5,5              | 0,5              | 0,6              | 0,3              | 8,1              | Не участвовал  | Не участвовал  | Не участвовал  | Не участвовал  | Не участвовал  | Не участвовал  | Не участвовал  | Не участвовал  | Не участвовал  | Не участвовал  | Не участвовал  |
| 2016/17                                                                                  | Оклахома-Сити | 3                | 0                | 20,7             | 37,5             | 25,0             | -                | 5,3              | 0,3              | 1,0              | 0,3              | 5,0              | Не участвовал  | Не участвовал  | Не участвовал  | Не участвовал  | Не участвовал  | Не участвовал  | Не участвовал  | Не участвовал  | Не участвовал  | Не участвовал  | Не участвовал  |
| 2016/17                                                                                  | Филадельфия   | 53               | 40               | 27,3             | 44,0             | 35,9             | 76,8             | 5,9              | 1,8              | 0,6              | 0,3              | 14,8             | Не участвовал  | Не участвовал  | Не участвовал  | Не участвовал  | Не участвовал  | Не участвовал  | Не участвовал  | Не участвовал  | Не участвовал  | Не участвовал  | Не участвовал  |
| 2016/17                                                                                  | Атланта       | 26               | 12               | 24,3             | 41,2             | 34,8             | 80,0             | 5,8              | 1,7              | 0,8              | 0,3              | 10,4             | 6              | 0              | 15,0           | 34,8           | 20,0           | 77,8           | 5,2            | 0,3            | 0,2            | 0,0            | 4,0            |
| 2017/18                                                                                  | Атланта       | 46               | 40               | 25,5             | 45,9             | 35,9             | 80,0             | 5,5              | 1,1              | 1,0              | 0,4              | 10,9             | Не участвовал  | Не участвовал  | Не участвовал  | Не участвовал  | Не участвовал  | Не участвовал  | Не участвовал  | Не участвовал  | Не участвовал  | Не участвовал  | Не участвовал  |
| 2017/18                                                                                  | Филадельфия   | 23               | 3                | 24,1             | 43,9             | 36,1             | 73,3             | 6,7              | 1,7              | 0,7              | 0,4              | 10,8             | 10             | 1              | 23,3           | 42,9           | 29,0           | 57,1           | 7,6            | 1,3            | 0,7            | 0,4            | 9,3            |
| 2018/19                                                                                  | Милуоки       | 67               | 7                | 18,4             | 43,8             | 36,3             | 82,4             | 4,5              | 0,8              | 0,5              | 0,3              | 6,8              | 15             | 0              | 18,1           | 43,2           | 30,0           | 80,0           | 4,7            | 1,4            | 0,7            | 0,4            | 6,8            |
| 2019/20                                                                                  | Милуоки       | 63               | 8                | 15,7             | 46,6             | 36,5             | 82,8             | 4,8              | 0,8              | 0,4              | 0,3              | 6,6              | 3              | 0              | 7,7            | 33,3           | 20,0           | 100,0          | 1,3            | 0,0            | 0,7            | 0,0            | 3,0            |
| 2020/21                                                                                  | Юта           | 17               | 1                | 8,7              | 38,9             | 43,9             | 100,0            | 1,7              | 0,2              | 0,6              | 0,2              | 3,8              | 1              | 0              | 3,0            | 50,0           | 0,0            | 100,0          | 0,0            | 0,0            | 0,0            | 0,0            | 4,0            |
|                                                                                          | Всего         | 825              | 424              | 23,0             | 44,3             | 36,7             | 77,7             | 5,6              | 1,1              | 0,7              | 0,4              | 10,1             | 52             | 11             | 19,9           | 41,3           | 28,7           | 75,3           | 5,5            | 0,9            | 0,7            | 0,3            | 7,7            |
| Наведите курсор мыши на аббревиатуры в заголовке таблицы, чтобы прочесть их расшифровку. |               |                  |                  |                  |                  |                  |                  |                  |                  |                  |                  |                  |                |                |                |                |                |                |                |                |                |                |                |

### Статистика в других лигах
| Сезон | Команда              | Лига                 | GP  | GS | MPG  | FG%  | 3P%  | FT%  | RPG | APG | SPG | BPG | PFL | TOV | PPG  |
| --- | -------------------- | -------------------- | --- | -- | ---- | ---- | ---- | ---- | --- | --- | --- | --- | --- | --- | ---- |
| 2004/05 | Улкер                | Евролига             | 6   | 0  | 4,8  | 26,7 | 11,1 | 50,0 | 0,5 | 0,0 | 0,0 | 0,0 | 1,2 | 0,2 | 1,7  |
| 2007/08 | Все клубы            | Все лиги             | 62  | 22 | 17,4 | 41,8 | 34,0 | 67,0 | 4,3 | 0,6 | 0,7 | 0,6 | 2,2 | 0,9 | 7,0  |
| 2007/08 | Барселона            | Чемпионат Испании    | 40  | 14 | 17,0 | 44,2 | 39,6 | 71,6 | 4,1 | 0,6 | 0,6 | 0,4 | 2,4 | 0,9 | 7,4  |
| 2007/08 | Барселона            | Евролига             | 22  | 8  | 18,1 | 37,9 | 24,1 | 53,8 | 4,7 | 0,7 | 0,8 | 1,1 | 1,9 | 0,8 | 6,1  |
| 2008/09 | Все клубы            | Все лиги             | 63  | 41 | 21,3 | 47,7 | 42,9 | 75,9 | 6,9 | 0,7 | 0,8 | 0,3 | 2,1 | 1,4 | 10,0 |
| 2008/09 | Барселона            | Чемпионат Испании    | 41  | 26 | 21,6 | 49,0 | 44,7 | 73,0 | 6,8 | 0,7 | 1,0 | 0,2 | 2,1 | 1,5 | 9,7  |
| 2008/09 | Барселона            | Евролига             | 22  | 15 | 20,8 | 45,7 | 40,3 | 81,6 | 7,0 | 0,8 | 0,5 | 0,6 | 2,0 | 1,2 | 10,5 |
| 2011/12 | Все клубы            | Все лиги             | 16  | 13 | 21,6 | 46,8 | 40,0 | 71,2 | 6,1 | 0,8 | 1,3 | 1,0 | 2,3 | 1,1 | 11,4 |
| 2011/12 | Эфес Пилсен          | Чемпионат Турции     | 8   | 5  | 22,5 | 45,8 | 43,5 | 84,0 | 6,8 | 0,6 | 1,1 | 0,5 | 2,4 | 1,1 | 13,4 |
| 2011/12 | Эфес Пилсен          | Евролига             | 8   | 8  | 20,7 | 48,2 | 35,3 | 59,3 | 5,5 | 0,9 | 1,5 | 1,5 | 2,1 | 1,0 | 9,5  |
| Всего | Всего                | Всего                | 147 | 76 | 19,0 | 45,1 | 38,3 | 71,4 | 5,4 | 0,7 | 0,8 | 0,5 | 2,1 | 1,1 | 8,5  |
| В Евролиге | В Евролиге           | В Евролиге           | 58  | 31 | 18,1 | 42,6 | 32,3 | 66,7 | 5,2 | 0,7 | 0,7 | 0,8 | 1,9 | 0,9 | 7,8  |
| В чемпионате Испании | В чемпионате Испании | В чемпионате Испании | 81  | 40 | 19,3 | 46,9 | 42,3 | 72,3 | 5,4 | 0,6 | 0,8 | 0,3 | 2,2 | 1,2 | 8,6  |
| Наведите курсор мыши на аббревиатуры в заголовке таблицы, чтобы прочесть их расшифровку Статистика приведена с сайта basketball.realgm.com |                      |                      |     |    |      |      |      |      |     |     |     |     |     |     |      |